# 인터넷 챌린지
인터넷 챌린지(Internet challenge)는 인터넷에서 인기 있는 현상으로, 개인이 특정 작업이나 작업을 수행하는 모습을 녹화하고 종종 다른 사람에게도 그렇게 하도록 유도하는 광범위한 비디오를 포함한다. 이러한 도전은 인터넷 밈 문화의 중요한 부분이 되었으며, 그 중 다수는 밈을 통해 광범위한 관심과 인기를 얻었다. 이러한 챌린지의 주목할만한 예로는 2014년 중반에 입소문을 탄 ALS 아이스 버킷 챌린지와 2019년에 인기를 끌었던 트래시태그 챌린지가 있다.
인터넷 챌린지의 개념은 참가자들이 서로 도전하여 일반적으로 틀에 얽매이지 않거나 평범하지 않은 행동을 취하는 어린이들이 하는 고전적인 도전 게임과 유사점을 공유한다. 일부 과제는 디지털 영역 내에서만 나타났지만, 과제나 작업이 인터넷보다 앞서서 온라인에서 수정된 형태로 다시 표면화되는 경우도 있다. 인터넷 문제의 매력은 부분적으로 특히 십대들 사이에서 관심과 사회적 인정에 대한 개인의 욕구에 기인할 수 있다. 이러한 과제 중 일부는 본질적인 위험을 수반하며 잠재적으로 위험할 수 있다.
주로 특정 작업의 유해한 특성으로 인해 인터넷 문제를 둘러싼 논란이 있었다. 시나몬 챌린지(Cinnamon Challenge)나 타이드 포드 챌린지(Tide Pod Challenge)와 같은 사례는 참가자들이 심각한 부상을 입거나 심지어 사망하기도 한 놀라운 사례이다. 이러한 위험에 대응하여 유튜브와 같은 플랫폼은 이러한 챌린지의 홍보를 허용하지 않았으며 많은 개인이 이러한 챌린지의 생성 및 전파가 엄격한 조정을 받지 않는 틱톡과 같은 대체 플랫폼으로 전환하게 되었다.
더욱이 일부 문제는 무례하거나 무례한 성격으로 인해 비판을 받았다. 예를 들어, 갤런 스매싱 인터넷 챌린지는 참가자들이 공공 장소에서 의도적으로 갤런 용기에 담긴 액체를 쏟거나 부수도록 장려하여 다른 사람들에게 불편을 끼치고 잠재적인 해를 끼칠 수 있다는 점에서 악명을 얻었다.